# Baño de vapor

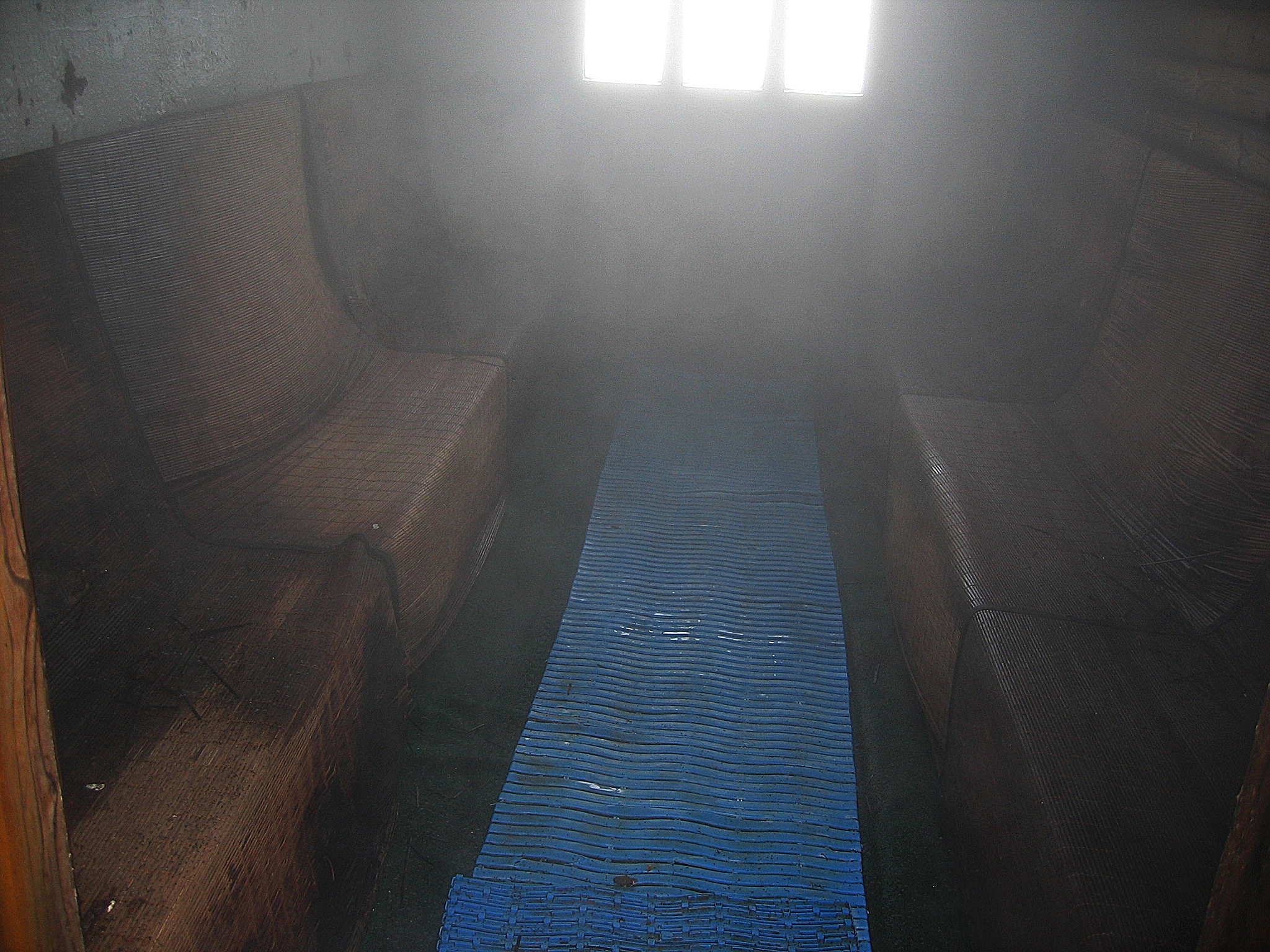
Baño de vapor geotérmico en Islandia.

Un baño de vapor es una habitación llena de vapor para el propósito de relajación y limpieza. Tiene una larga historia que se remota a la Antigua Grecia  y Roma.

## Historia
Los orígenes del baño de vapor provienen de los baños romanos que comenzaron a extenderse durante la época del Imperio romano. Estos servían  funciones comunitarias dentro de la sociedad romana. Los ciudadanos del imperio usaban las termas independientemente de su nivel socioeconómico. Los baños romanos se surtían bajo tierra de aguas termales naturales.
Las excavaciones arqueológicas en el complejo monástico de la ciudad makuriana de Hambukol (en Egipto), han revelado el posible uso de una de sus habitaciones como baño de vapor.
En la ciudad inglesa de Bath las partes históricas de un spa – romano, medieval, georgiano y victoriano han sido restauradas como museo, mientras al lado se han construido unos baños públicos modernos que usan la misma agua.

## Baños modernos de vapor
Hoy en día, todavía existen baños de vapor naturales, y a menudo todavía utilizan sistemas similares que los romanos usaban, que contienen tuberías y bombas que traen agua hacia las grandes áreas de la piscina, donde existen manantiales naturales. También se usan calentadores para mantener las temperaturas en los baños.
Hay muchos tipos diferentes de baños de vapor, que son un concepto diferentes de las saunas. Ambos son calientes, pero el vapor en una sauna se crea vertiendo agua sobre una estufa.
Los baños turcos, baños de vapor y duchas de vapor son algunos diferentes tipos de baño de vapor.